# Чолутека (департамент)
Чолуте́ка (ісп. Choluteca) — один з 18 департаментів Гондурасу. Знаходиться на півдні держави. Межує з департаментами Вальє, Франсиско Морасан, Ель-Параїсо і державою Нікарагуа. Має вихід до Тихого океану (затока Фонсека).
Адміністративний центр — місто Чолутека. Також так називається річка, яка протікає по департаменту і впадає в затоку Фонсека.
Площа — 4211 км².
Населення — 467 100 осіб. (2011).
Департамент сформований в 1825 році. Останні зміни меж відбулися в 1893 році, коли західна частина була виділена в самостійний департамент Вальє.

## Муніципалітети

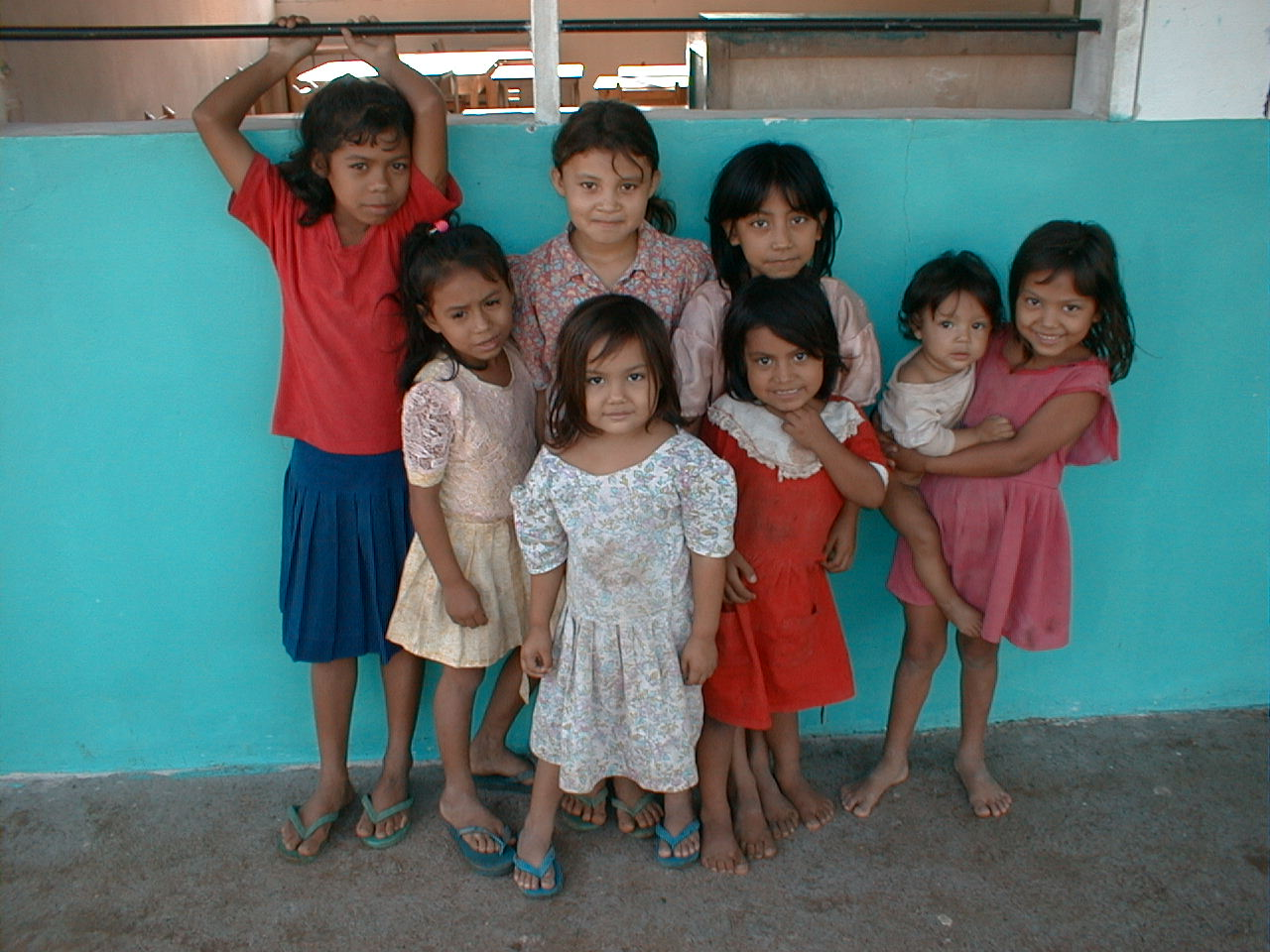
Дівчата школи Сан Рамона. 1999 рік.

В адміністративному відношенні департамент підрозділяється на 16 муніципалітетів:
1. Апасилагуа
2. Дуйуре
3. Консепсьйон-де-Марія
4. Марковія
5. Мороліка
6. Намасіке
7. Орокіна
8. Песпіре
9. Сан-Антоніо-де-Флор
10. Сан-Ісідро
11. Сан-Хосе
12. Сан-Маркос-де-Колон
13. Санта-Ана-де-Іюсгар
14. Чолутека
15. Ель-Корпус
16. Ель-Триунфо

| Гондурас | Це незавершена стаття з географії Гондурасу. Ви можете допомогти проєкту, виправивши або дописавши її. |